# 3237 Victorplatt
3237 Victorplatt è un asteroide della fascia principale. Scoperto nel 1984, presenta un'orbita caratterizzata da un semiasse maggiore pari a 3,0128739 au e da un'eccentricità di 0,0665925, inclinata di 9,11548° rispetto all'eclittica.
L'asteroide è dedicato a Victor D. Platt, padre dello scopritore.